# Rivières à Moules perlières du bassin de la Dolore
Rivières à Moules perlières du bassin de la Dolore este o arie protejată (sit de importanță comunitară — SCI) din Franța întinsă pe o suprafață de 361 ha, integral pe uscat.

## Localizare
Centrul sitului Rivières à Moules perlières du bassin de la Dolore este situat la coordonatele 45°28′42″N 3°37′03″E / 45.47839°N 3.6174°E.

## Înființare
Situl Rivières à Moules perlières du bassin de la Dolore a fost declarat arie specială de conservare în baza directivei 92/43 din 1992 referitoare la conservarea habitatelor naturale și a faunei și florei sălbatice pentru a proteja 1 specie de animale.

## Biodiversitate
Situată în ecoregiunea continentală, aria protejată conține 4 habitate naturale: Pajiști cu Molinia pe soluri calcaroase, turboase sau argilos-nămoloase (Molinion caeruleae), Păduri aluvionare cu Alnus glutinosa și Fraxinus excelsior (Alno-Padion, Alnion incanae, Salicion albae), Mlaștini împădurite, Păduri de fag acidofile atlantice, cu subarboret de Ilex și, uneori, de asemenea, Taxus, la nivelul arbuștilor (Quercion robori-petraeae sau Ilici-Fagenion).
La baza desemnării sitului se află o specie protejată de  nevertebrate: Margaritifera margaritifera.